# Aerenomera
Aerenomera is een kevergeslacht uit de familie van de boktorren (Cerambycidae). De wetenschappelijke naam van het geslacht werd voor het eerst geldig gepubliceerd in 1962 door Gilmour.

## Soorten
Aerenomera omvat de volgende soorten:
- Aerenomera boliviensis Gilmour, 1962
- Aerenomera spilas Martins, 1984